# Implantologe
Implantologe (lat. in „im, hinein“ und planta „Steckling“, und -logie griechisch λόγος lógos ‚Wort‘, ‚Lehre‘) ist die Bezeichnung für einen Zahnarzt, Oralchirurgen oder Mund-, Kiefer- und Gesichtschirurgen, der das Einsetzen von Zahnimplantaten durchführt. Die Tätigkeitsbezeichnung „Implantologe“ ist nicht geschützt, ist keine Zusatzbezeichnung gemäß Weiterbildungsordnung und wird nicht öffentlich-rechtlich erteilt. Mit der Approbation erwirbt jeder Zahnarzt die Erlaubnis, die gesamte Zahnheilkunde auszuüben und damit auch Zahnimplantate zu setzen. Im Jahre 2006 implantierten etwa 5000–7000 Zahnärzte (ca. 10–12 % der rund 60000 bundesdeutschen Zahnärzte) mehr oder weniger regelmäßig.

## Implantologische Vereinigungen
Die implantologischen Fachgesellschaften haben Unterorganisationen, in denen regional ein Erfahrungsaustausch gepflegt wird. Die einzelnen Vereine bescheinigen Fortbildungen und erteilen Fach-Zertifikate, die der implantologisch orientierte Zahnarzt mit der Bezeichnung „Tätigkeitsschwerpunkt Implantologie“ führen kann. Die Mitgliedschaft in einer Vereinigung ist kein Qualitätsnachweis, allenfalls ein Interessennachweis. Es finden sog. Konsensuskonferenzen zwischen den Fachgesellschaften statt, um eine einheitliche Fachmeinung zu den implantologischen Themenkreisen abzustimmen.